# Sint-Pancratiuskerk (Hamburg-Ochsenwerder)
De Sint-Pancratiuskerk  (Kirche St. Pankratius) is een protestants-luthers kerkgebouw in Ochsenwerder, een dorp onder de rook van Hamburg. Het kerkschip van de kerk werd tussen 1673 en 1674 opgericht, de kerktoren dateert uit 1740. Het monumentale gebouw bezit een vroegbarok altaar en een orgel van Arp Schnitger.

## Geschiedenis

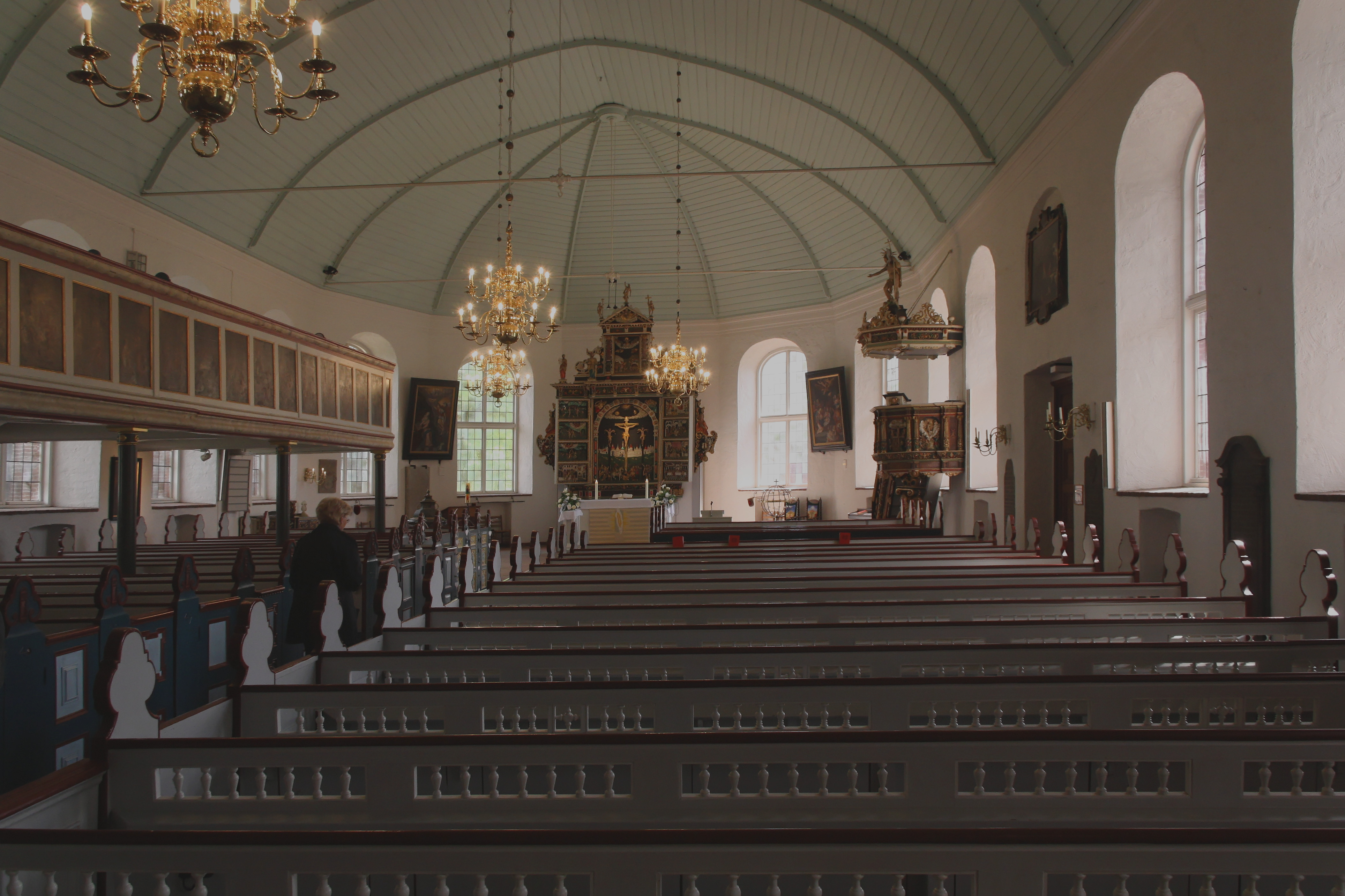
Overzicht interieur

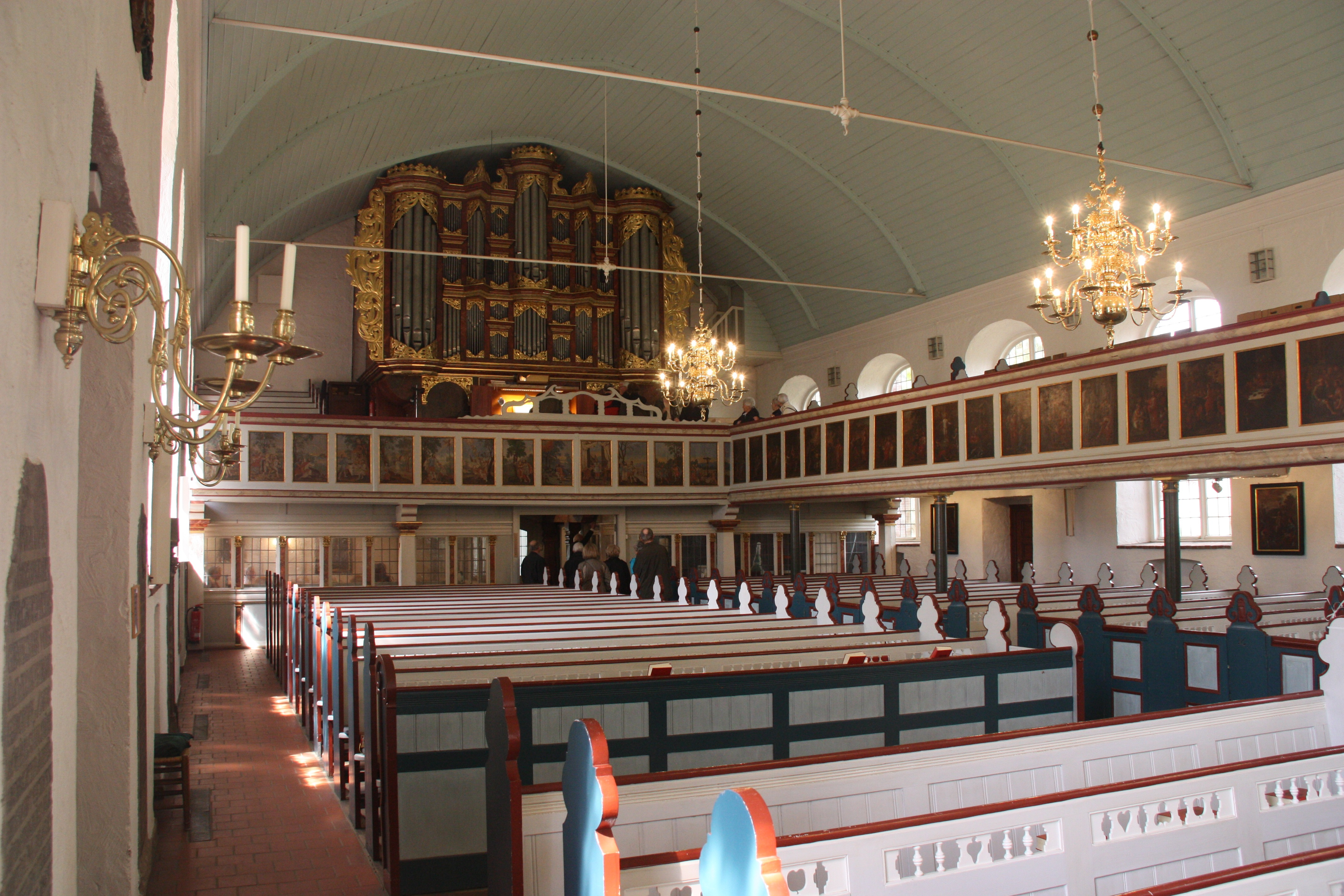
Interieur richting orgel

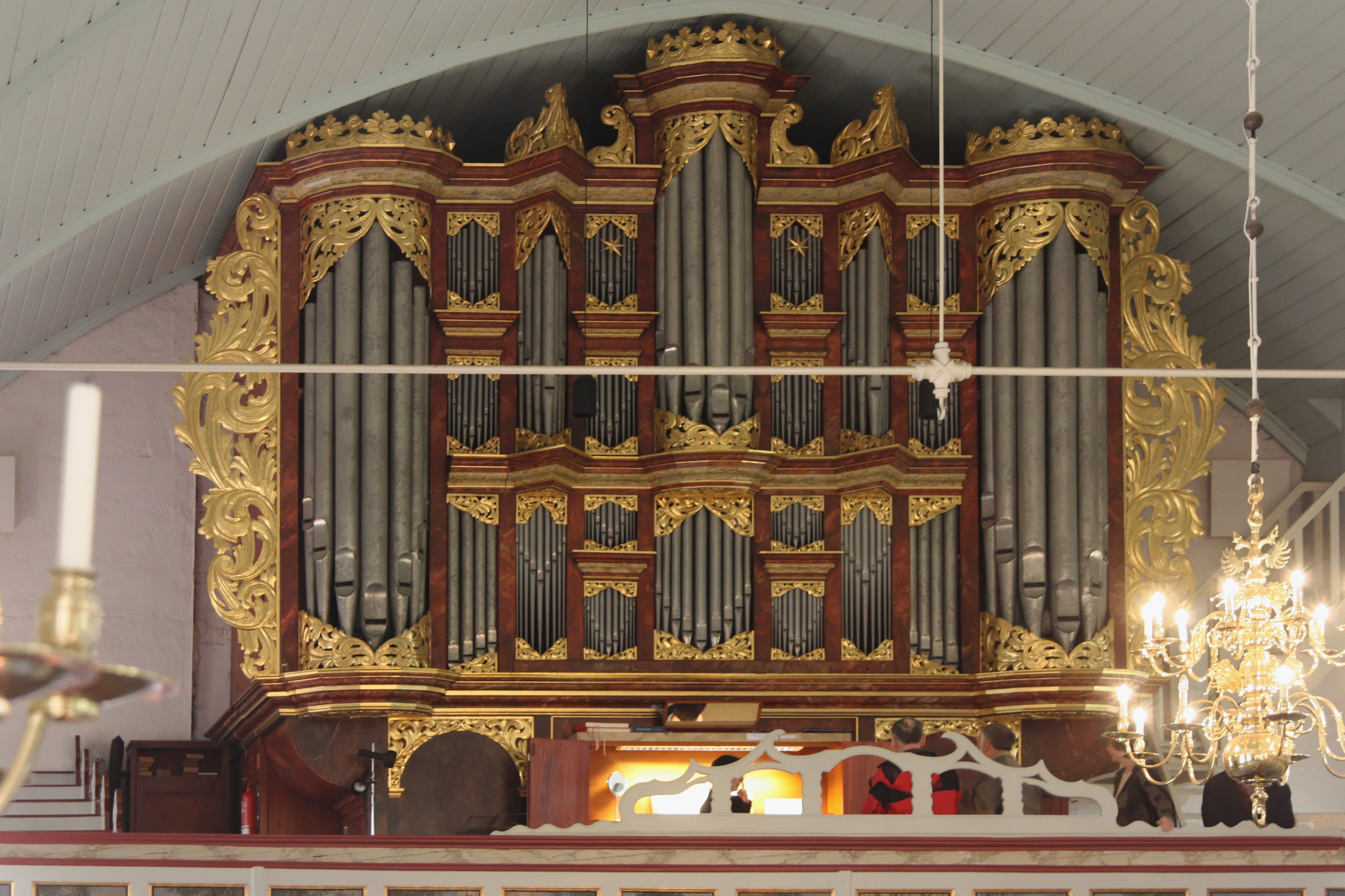
Orgelkas Arp Schnitger

Naar aanleiding van hoogwaterproblemen, waardoor de oude kerk van voor 1254 moest worden opgegeven, werd in 1332 op de huidige plaats op een terp een nieuwe kerk gebouwd. Deze kerk bezat toen nog een voor de regio kenmerkende houten klokkentoren naast het kerkschip en werd gebouwd op fundamenten van veldstenen. 
In de jaren 1673 tot 1674 bouwde men een nieuwe kerk van baksteen met een houten tongewelf een vijfzijdig koor. De oude klokkentoren bleef vooralsnog in gebruik, maar werd in de jaren 1739 tot 1741 vervangen door een drie verdiepingen tellende kerktoren met een kopergedekte spits. De ambtswoning uit 1634, die tegenover de kerk ligt, werd in 1742 grondig gerenoveerd en is de oudste pastorie in het gebied. 
Bij de restauratie in 1910 werden een aantal vernieuwingen doorgevoerd. Daarbij gingen de aanbouwingen van vakwerk op de noordelijke en zuidelijke kant verloren, het oorspronkelijke zadeldak werd door het huidige mansardedak vervangen en de vloer en het gewelf werden vernieuwd.     
De kerk werd in 1926 onder monumentenzorg geplaatst, in 1928 volgde ook de omgeving van de kerk. In 1945 werden de pastorie en de kerk door een bombardement getroffen. Van 1958 tot 1962 vond een restauratie onder leiding van Hans Philipp plaats, waarbij het muurwerk en de steunberen werden vernieuwd.

## Interieur
De huidige indeling van het interieur wordt bepaald door de jaren 1958-1959, toen een omvangrijke renovatie plaatsvond en de geleden oorlogsschade werd hersteld.
Het door Hein Baxmann gesneden altaar ontstond tussen 1632 tot 1633. Oorspronkelijk was het altaar niet gekleurd. Het middendeel wordt gedomineerd door de kruisiging van Christus en een voorstelling van het Jongste Gericht in de opzet. Op de linkervleugel bevinden zich voorstellingen uit het Oude Testament, terwijl de rechtervleugel scènes uit het Nieuwe Testament toont.  
De rijk versierde herenbank in het noordelijke deel van het koor stamt uit de werkplaats van de schrijnwerker Heinz Baxmann. Over de bouwer van de uit 1620 daterende kansel zijn geen gegevens bekend, maar ze wordt op grond van de stijl en grote overeenkomsten met de kansel van de Nicolaaskerk van Moorfleet eveneens aan Hein Baxmann toegeschreven. Opvallend zijn de engel als drager van de kuip en het rijk beschilderde klankbord.
Aan de galerijen zijn olieverfschilderijen aangebracht: aan de orgelgalerij 14 scènes uit het Oude Testament en aan de noordelijke galerij 32 voorstellingen uit het Nieuwe Testament. 

## Orgel
Het orgel werd in 1707-1708 door de wereldberoemde orgelbouwer Arp Schnitger gebouwd. Het herhaaldelijk verbouwde orgel bezit tegenwoordig 24 registers en 1700 pijpen. De orgelkas en enkele registers van het oorspronkelijke orgel bleven bewaard.

## Klokken
Van de twee bestaande klokken is de kleinste ook de oudste. Deze klok dateert uit het jaar 1669. Een grote klok uit 1789 werd tot driemaal toe verwisseld. De eerste keer in 1908 wegens een scheur en daarna nog twee keer in de beide wereldoorlogen om als grondstof voor oorlogsindustrie te dienen. De huidige op cis′ gestemde grote klok uit het jaar 1960 werd door de klokkengieterij Rincker gegoten. Het huidige uurwerk van toren dateert uit 1925.

## Kerkhof
Het kerkhof omgeeft de kerk aan alle kanten en vormt met de buiten liggende krans van lindebomen een passende omgeving. Er zijn veel fraaie graven op de begraafplaats, met name de engel op het graf van de familie Jacob Peters is een opvallend beeld. De grafstenen voor de gevallenen in de wereldoorlogen hebben een plaats gekregen aan een gedenksteen. Opvallend is het op de zuidelijke kant aan de Alte Kirchdeich gelegen poortgebouw uit 1914, waarin zich een ruimte voor opslag en een ruimte voor opbaren bevindt. Aan de buiten- en binnenmuren van de kerk zijn de oudste grafstenen te vinden, die teruggaan tot de jaren 1650.

## Afbeeldingen

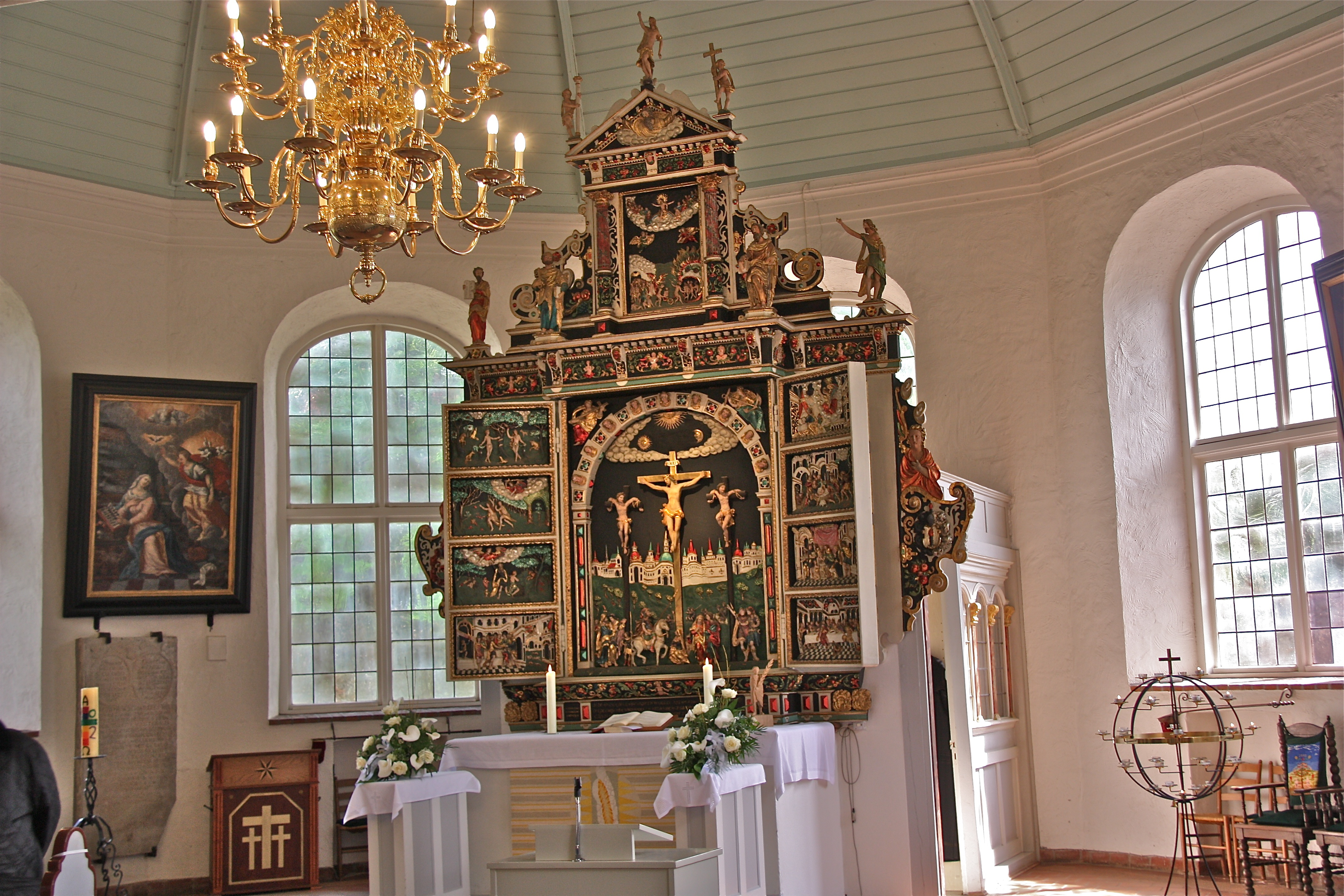
Altaar
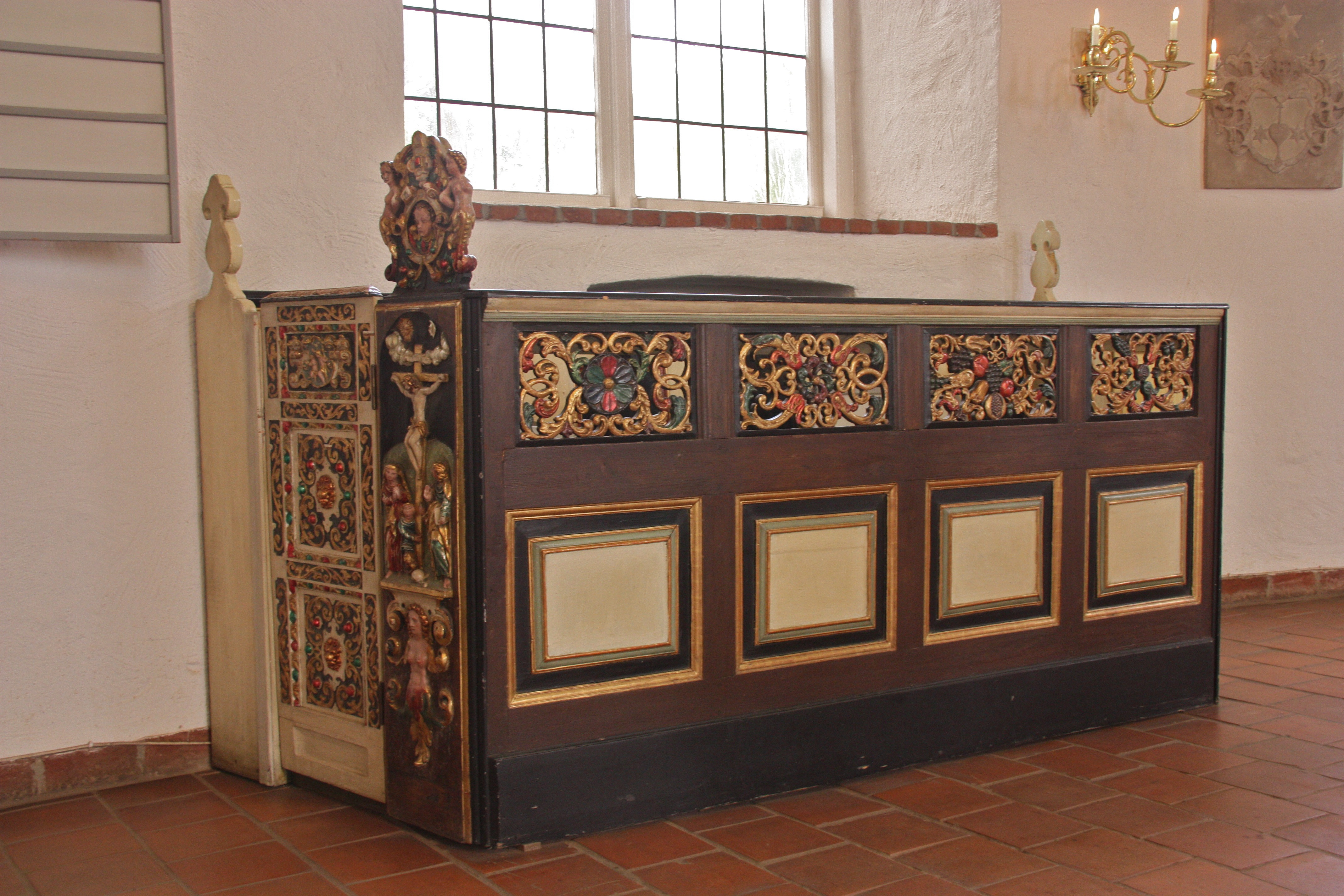
Herenbank
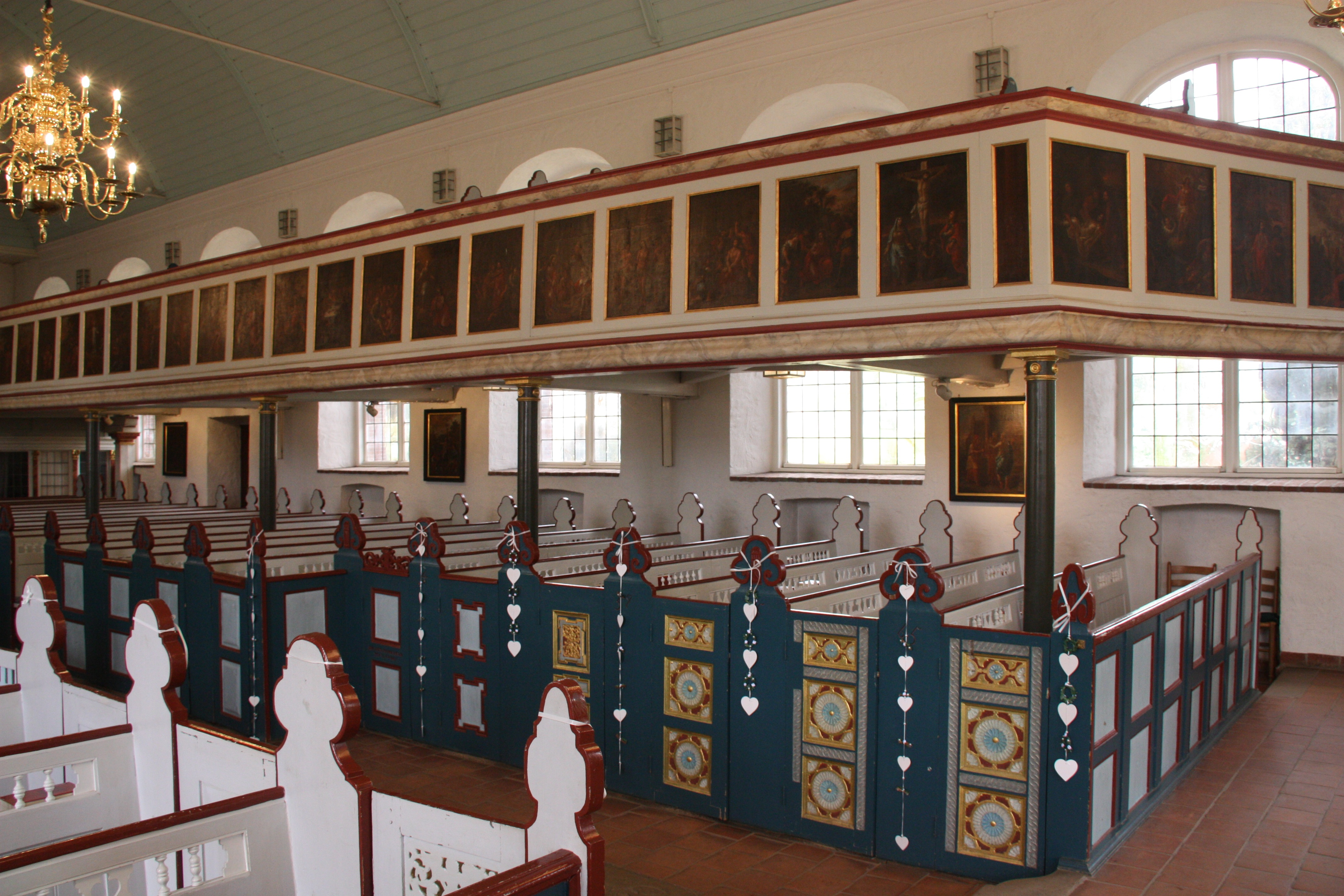
Galerij
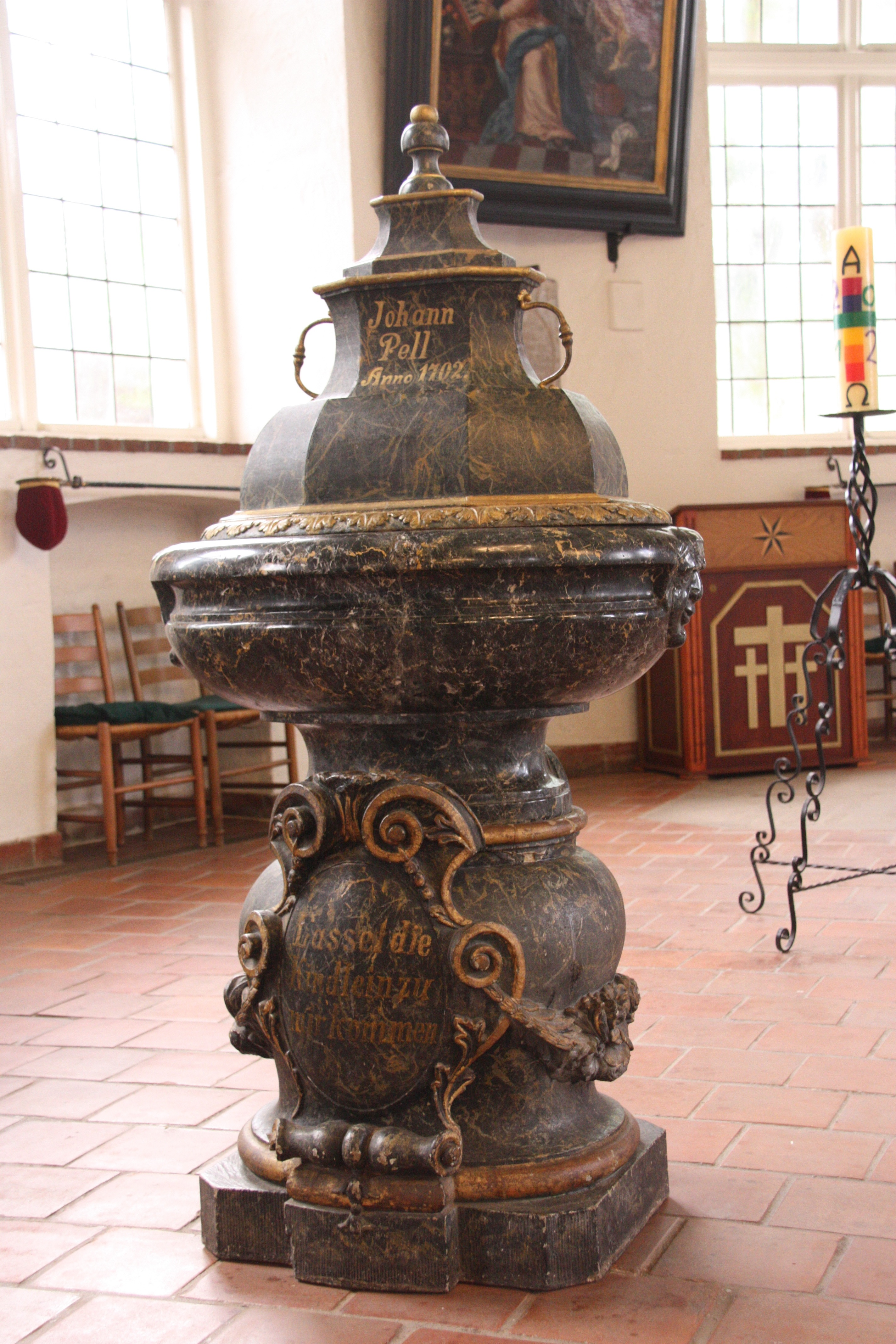
Doopvont